# Walliser Hymne
Das Walliser Lied oder Walliserlied Wallis, unser Heimatland (französisch Notre Valais) bzw. die Walliser Hymne oder Walliserhymne (französisch Hymne valaisan) ist die Hymne des Kantons Wallis, Schweiz.
Die Hymne wurde 1890 geschrieben. Der ursprünglich deutsche Text stammt von Leo Luzian von Roten, die Melodie von Ferdinand Othon Wolf. Es existieren eine deutsche und eine französische Textversion aufgrund der Zweisprachigkeit des Kantons. 2016 wurde die Walliser Hymne für offiziell erklärt. Das Walliser Lied galt im Volksmund schon lange als Walliser Hymne.

## Text
| Deutscher Text: Walliser Hymne Wallis, unser Heimatland. 1. Nennt mir das Land, so wunderschön, Das Land, wo ich geboren bin, Wo himmelhoch die Berge steh'n, Und Mannskraft wohnt bei schlichtem Sinn. Refrain Das ist das Land, am Rhonestrand, Ist Wallis, unser Heimatland, Das ist das Land am Rhonestrand, Ist Wallis, ist Wallis, unser Heimatland. 2. Nennt mir das Land, das Heldenblut Getränkt in mancher heißen Schlacht, Wo freier Väter Asche ruht, Von freien Söhnen treu bewacht. Refrain 3. Nennt mir das Land, so heimisch traut, Wo auf den Höh'n die Gemse schweift, Und in dem Tal, vom Fleiß bebaut, Die süße Frucht des Südens reift. Refrain 4. Nennt mir das Land, von Gott gemacht, Wo frisch die Alpenrosen blüh'n, Und in der Abendsonne Pracht, Die Gletscherfirnen hoch erglüh'n. Refrain 5. Nennt mir das Land, ob's kracht und blitzt, Wo hoch der Freiheit Fahne weht, Von starkem Mannesmut beschützt, Der jedem Unrecht widersteht. Refrain 6. Nennt mir das Land, wo in dem Feld Sich früh der junge Schütze übt, Der treu am alten Glauben hält, Und schwärmerisch die Heimat liebt. Refrain 7. Nennt mir das Land, nach dem zurück Es stets den Sohn der Berge zieht, Wenn er mit tränumflortem Blick, im Geist die ferne Heimat liebt. Refrain | Französischer Text: Hymne Valaisan 1. Quel est ce pays merveilleux, Que je chéris, où je suis né ? Où l'Alpe blanche jusqu'aux cieux Élève son front couronné ! Refrain Vallée où le Rhône a son cours, Noble pays de mes amours, C'est toi, c'est toi, mon beau Valais ! Reste à jamais, Reste à jamais, Pays de mes amours ! 2. Pays si souvent arrosé Par le sang des preux, des héros, Qui pour leurs neveux ont posé Le fondement des jours nouveaux, Refrain 3. Pays où sur les monts altiers Le chamois librement bondit, Quand aux coteaux ensolleillés, Mûrit le doux fruit du Midi. Refrain 4. Pays charmant et radieux Où la rose alpine fleurit, Où le glacier, de nouveaux feux, Le soir s'empourpre et resplendit. Refrain 5. Pays qu'habite un peuple heureux, Ami de la simplicité, Intrépide et laborieux, Gardant sa foi, sa liberté. Refrain |